# Sri-lankische Cricket-Nationalmannschaft in Neuseeland in der Saison 2024/25
Die Tour der sri-lankischen Cricket-Nationalmannschaft nach Neuseeland in der Saison 2024/25 fand vom 18. Dezember 2024 bis zum 11. Januar 2025 statt. Die internationale Cricket-Tour war Bestandteil der Internationalen Cricket-Saison 2024/25 und umfasste drei ODIs und drei Twenty20s. Neuseeland gewann die Twenty20- und ODI-Serie mit jeweils 2–1.

## Vorgeschichte
Neuseeland spielte zuvor eine Tour gegen England, Sri Lanka eine ebensolche in Südafrika. Die beiden Mannschaften spielten zuvor schon in der Saison eine Tour in Sri Lanka.

## Stadien
Die folgenden Stadien wurden für die Tour als Austragungsort vorgesehen.
| Stadion       | Stadt           | Kapazität | Spiele      |
| ------------- | --------------- | --------- | ----------- |
| Eden Park     | Auckland        | 50.000    | 3. ODI      |
| Seddon Park   | Hamilton        | 10.000    | 2. ODI      |
| Bay Oval      | Mount Maunganui | 10.000    | 1. & 2. T20 |
| Saxton Oval   | Nelson          | 6.000     | 3. T20      |
| Basin Reserve | Wellington      | 11.000    | 1. ODI      |

## Kaderlisten
Sri Lanka benannte seinen Twenty20-Kader am 18. Dezember und seinen ODI-Kader am 23. Dezember 2024.
Neuseeland benannte seine Kader am 23. Dezember 2024.
| ODI | ODI | Twenty20 | Twenty20 |
| Neuseeland | Sri Lanka | Neuseeland | Sri Lanka |
| --- | --- | --- | --- |
| - Mitchell Santner (K) - Michael Bracewell - Mark Chapman - Jacob Duffy - Mitchell Hay (wk) - Matt Henry - Tom Latham (wk) - Daryl Mitchell - William O’Rourke - Glenn Phillips - Rachin Ravindra - Nathan Smith - Will Young | - Charith Asalanka (K) - Asitha Fernando - Avishka Fernando - Nuwanidu Fernando - Wanindu Hasaranga - Lahiru Kumara - Janith Liyanage - Nishan Madushka (wk) - Eshan Malinga - Kamindu Mendis - Kusal Mendis (wk) - Pathum Nissanka - Mohamed Shiraz - Maheesh Theekshana - Jeffrey Vandersay - Dunith Wellalage - Chamindu Wickramasinghe | - Mitchell Santner (K) - Michael Bracewell - Mark Chapman - Jacob Duffy - Zak Foulkes - Mitchell Hay (wk) - Matt Henry - Bevon Jacobs - Daryl Mitchell - Glenn Phillips - Rachin Ravindra - Tim Robinson - Nathan Smith | - Charith Asalanka (K) - Dinesh Chandimal (wk) - Asitha Fernando - Avishka Fernando - Binura Fernando - Wanindu Hasaranga - Kamindu Mendis - Kusal Mendis (wk) - Pathum Nissanka - Matheesha Pathirana - Kusal Perera (wk) - Bhanuka Rajapaksa - Maheesh Theekshana - Nuwan Thushara - Jeffrey Vandersay - Chamindu Wickramasinghe |

## Tour Matches
| 23. Dezember Scorecard | Lincoln | Sri Lanka 128-2 (10)          | – | New Zealand XI 96-2 (10) |
|                        |         | Sri Lanka gewinnt mit 32 Runs |   |                          |

| 23. Dezember | Lincoln | New Zealand XI 94 (13.4)        | – | Sri Lanka 97-3 (10.5) |
|              |         | Sri Lanka gewinnt mit 7 Wickets |   |                       |

## Twenty20 Internationals

### Erstes Twenty20 in Mount Maunganui
| 28. Dezember Scorecard | Mount Maunganui | Neuseeland 172-8 (20)         | – | Sri Lanka 164-8 (20) |
|                        |                 | Neuseeland gewinnt mit 8 Runs |   |                      |

Sri Lanka gewann den Münzwurf und entschied sich als Feldmannschaft zu beginnen. Als Spieler des Spiels wurde Jacob Duffy ausgezeichnet.

### Zweites Twenty20 in Mount Maunganui
| 30. Dezember Scorecard | Mount Maunganui | Neuseeland 186-5 (20)          | – | Sri Lanka 141 (19.1) |
|                        |                 | Neuseeland gewinnt mit 45 Runs |   |                      |

Sri Lanka gewann den Münzwurf und entschied sich als Feldmannschaft zu beginnen. Als Spieler des Spiels wurde Mitchell Hay ausgezeichnet.

### Drittes Twenty20 in Nelson
| 2. Januar Scorecard | Nelson | Sri Lanka 218-5 (20)         | – | Neuseeland 211-7 (20) |
|                     |        | Sri Lanka gewinnt mit 7 Runs |   |                       |

Neuseeland gewann den Münzwurf und entschied sich als Feldmannschaft zu beginnen. Als Spieler des Spiels wurde Kusal Perera ausgezeichnet.

## One-Day Internationals

### Erstes ODI in Wellington
| 5. Januar Scorecard | Wellington (BR) | Sri Lanka 178 (43.4)             | – | Neuseeland 180-1 (26.2) |
|                     |                 | Neuseeland gewinnt mit 9 Wickets |   |                         |

Neuseeland gewann den Münzwurf und entschied sich als Feldmannschaft zu beginnen. Als Spieler des Spiels wurde Matt Henry ausgezeichnet.

### Zweites ODI in Hamilton
| 8. Januar Scorecard | Hamilton | Neuseeland 255-9 (37/37)                     | – | Sri Lanka 142 (30.2/37) |
|                     |          | Neuseeland gewinnt mit 113 Runs (D/L method) |   |                         |

Sri Lanka gewann den Münzwurf und entschied sich als Feldmannschaft zu beginnen. Als Spieler des Spiels wurde Rachin Ravindra ausgezeichnet.

### Drittes ODI in Auckland
| 11. Januar Scorecard | Auckland | Sri Lanka 290-8 (50)           | – | Neuseeland 150 (29.4) |
|                      |          | Sri Lanka gewinnt mit 140 Runs |   |                       |

Sri Lanka gewann den Münzwurf und entschied sich als Schlagmannschaft zu beginnen. Als Spieler des Spiels wurde Asitha Fernando ausgezeichnet.

## Auszeichnungen

### Player of the Series
Als Player of the Series wurden der folgende Spieler ausgezeichnet.
| Serie | Player of the Series |
| ----- | -------------------- |
| ODI   | Matt Henry           |
| T20   | Jacob Duffy          |

### Player of the Match
Als Player of the Match wurden die folgenden Spielerinnen ausgezeichnet.
| Spiel  | Player of the Match |
| ------ | ------------------- |
| 1. ODI | Matt Henry          |
| 2. ODI | Rachin Ravindra     |
| 3. ODI | Asitha Fernando     |
| 1. T20 | Jacob Duffy         |
| 2. T20 | Mitchell Hay        |
| 3. T20 | Kusal Perera        |